# Computersimulation
Computersimulation eller computersimulering er kørsel af en matematisk model på en computer, hvor modellen er designet til at repræsentere adfærden af eller resultatet af et virkeligt eller fysisk system.
Pålideligheden af nogle matematiske modeller kan bestemmes ved at sammenligne deres resultater med de virkelige resultater, de sigter efter at forudsige. Computer-simuleringer er blevet et nyttigt værktøj til matematisk modellering af mange naturlige systemer inden for fysik (beregningsfysik), astrofysik, klimatologi, kemi, biologi og fabrikation, såvel som menneskelige systemer inden for økonomi, psykologi, samfundsvidenskab, sundhedspleje og teknik. Simulering af et system er repræsenteret som driften af systemets model. Det kan bruges til at udforske og få ny indsigt i ny teknologi og til at vurdere ydeevnen af systemer, der er for komplekse til analytiske løsninger.

## Yderligere læsning
- Young, Joseph and Findley, Michael. 2014. "Computational Modeling to Study Conflicts and Terrorism." Routledge Handbook of Research Methods in Military Studies edited by Soeters, Joseph; Shields, Patricia and Rietjens, Sebastiaan. pp. 249–260. New York: Routledge,
- R. Frigg and S. Hartmann, Models in Science. Entry in the  Stanford Encyclopedia of Philosophy.
- E. Winsberg Simulation in Science. Entry in the  Stanford Encyclopedia of Philosophy.
- S. Hartmann, The World as a Process: Simulations in the Natural and Social Sciences, in: R. Hegselmann et al. (eds.), Modelling and Simulation in the Social Sciences from the Philosophy of Science Point of View, Theory and Decision Library. Dordrecht: Kluwer 1996, 77–100.